# Alexander von Humboldt
Friedrich Heinrich Alexander svobodný pán von Humboldt (14. září 1769 Berlín – 6. května 1859 tamtéž) byl německý polyhistor, přírodovědec světového významu a spoluzakladatel geografie jako empirické vědy. Byl mladším bratrem pruského ministra, filozofa a lingvisty Wilhelma von Humboldta. 
Zabýval se obory z oblasti fyziky, chemie, geologie, mineralogie, vulkanologie (vyvrátil „neptunismus“), botaniky (založil obor fytogeografie), zoologie, klimatologie (izotermy, klima), oceánografie a astronomie, ale také ho zajímaly otázky hospodářské geografie, etnologie a demografie. Vyznačoval se mezioborovým myšlením, které respektuje přírodní a humanitní vědy v jejich příslušných výzkumných metodách a specificky je vzájemně propojuje. Důležitou metodou jeho práce byla srovnávací analýza, své poznatky čerpal z mnoha zdrojů. Zkoumal vzájemný vztah všech přírodních věd. 
Jeho výzkumné cesty vedly přes Evropu až do Střední Ameriky a Jižní Ameriky, jakož i do Střední Asie. Zápisky a poznatky z cest publikoval ve třiceti svazcích, které vycházely během následujících let a získaly si velkou popularitu. Kromě toho při tvorbě svého velkolepého díla vedl rozsáhlou vědeckou korespondenci po celém světě (více než 30 000 dopisů) a udržoval osobní kontakty ve vědeckých i společenských kruzích. 
Zásadním Humboldtovým dílem je pětisvazkový Kosmos (1845–1862), v němž shrnul výsledky svého celoživotního bádání a pokusil se popsat všechny známé vědecké aspekty fungování přírody, zabýval se otázkami vzniku a vývoje vesmíru. 
Již za svého života požíval velké vážnosti, což odráží jeho přízviska „druhý Kolumbus“, „vědecký znovuobjevitel Ameriky“, „kníže vědy“ a „nový Aristoteles“ (pamětní mince pařížské Akademie věd).

## Život

### Mládí a studium (1769–1791)
Otec Alexander Georg (1720–1779) pocházející z Pomořan byl pruský důstojník, sloužil v sedmileté válce a byl jmenován komořím korunní princezny. Oženil se s vdovou Marií Elizabeth von Holwede (1741–1796), rozenou Colomb, pocházející ze zámožné rodiny hugenotů. Z tohoto manželství přišli na svět dva synové, Wilhelm (* 1767 v Postupimi) a Alexander, který se narodil 14. září 1769 v Berlíně. 

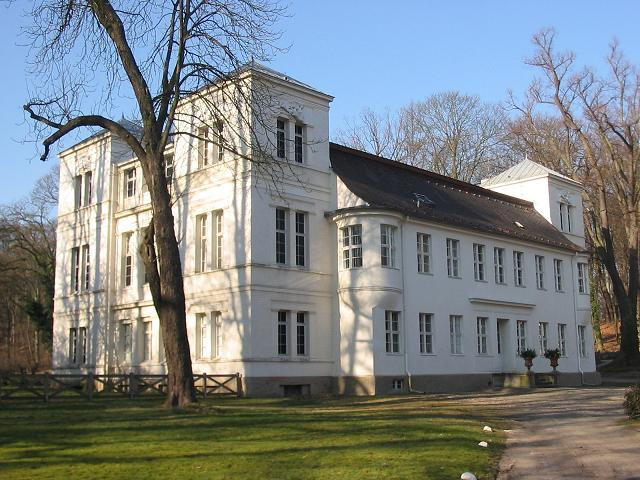
zámek Tegel

Otcovo postavení vysvětluje pozdější blízký vztah Alexandra Humboldta k pruské královské rodině. Po rozvodu následníka trůnu roku (1769) skončily dosavadní povinnosti von Humboldta jako komořího korunní princezny. Vrátil se zpět ke svému soukromému životu na zámku Tegel. Jeho hlavní snahou bylo dát svým synům co nejlepší výchovu a vzdělání, proto (sám člen svobodných zednářů) pro ně vybral domácí učitele, kteří jim byli schopni přiblížit osvícenské myšlení.
Tak si bratři prošli dvěma různými obdobími: prvním od roku 1775, kdy je vychovával a vzdělával Rousseauovou pedagogikou inspirovaný Joachim Heinrich Campe; od roku 1777 je pak vychovával Gottlob Johann Christian Kunth, blízký přítel domácího pána a po jeho náhlé smrti roku 1779 také pozůstalé vdovy. Pod jeho vedením se jim dostalo klasického vzdělání, které bylo doplněno soukromými přednáškami odborníků a vědců z různých oborů. Alexander projevoval zvláštní zájem o přírodní vědy, ve vlastní laboratoři studoval hmyz, kameny i rostliny, z nichž vyráběl různé lektvary. Měl nadání pro kresbu, naučil se grafickým technikám (rytiny, lepty), které v roce 1786 představil veřejnosti na první umělecké výstavě berlínské akademie.
V říjnu 1787 bratři odešli studovat na Braniborskou univerzitu (Viadrina) ve Frankfurtu nad Odrou. Alexander se zapsal na studium národohospodářství a také navštěvoval přednášky o antice, medicíně, fyzice a matematice. Po dvou letech oba bratři přešli na univerzitu v Göttingenu, kde Alexander studoval chemii, fyziku a zeměpis. Vydal se na studijní cestu směrem na západ k pobřeží Atlantiku. V Mohuči se seznámil s přírodovědcem Georgem Forsterem a společně s ním navštívil Anglii a na zpáteční cestě Paříž. V Anglii se setkal s předsedou Královské společnosti sirem Josephem Banksem, s nímž navázal dlouholetou vědeckou spolupráci. Tato cesta měla rozhodující vliv na celý Humboldtův život i vědeckou práci. Po návratu krátce studoval na obchodní akademii v Hamburku. Studium ukončil v květnu 1791 a protože žádal o místo v báňské správě, absolvoval osmiměsíční kurz mineralogie a geologie na báňské akademii ve Freibergu. V roce 1791 podnikl prázdninovou průzkumnou cestu po Českém středohoří s přítelem Johannem Carlem Freieslebenem.

### Důlní úředník (1792–1795)
V březnu 1792 nastoupil do státní služby jako důlní inspektor v knížecích dolech s úkolem ozdravit těžební průmysl v oblasti Krušnohoří, Franského lesa a Bayreuthského knížectví. Během následujících čtyř let Humboldt reorganizoval těžbu po technické a ekonomické stránce. Procestoval téměř celé Slezsko, Sasko, Braniborsko, dostal se až do Haliče. Zmodernizoval těžební procesy stříbra, niklu, cínu a železa a také kamencové břidlice. Z vlastních prostředků založil také hornickou školu ve Stebenu, první dělnické odborné učiliště v Německu. Vyučoval tam geologii a mineralogii. V průběhu svého působení v těžebním průmyslu studoval mykologii, v roce 1793 publikoval svou první vědeckou práci o mechu a lišejnících v důlních šachtách. Začal se zabývat otázkami chemie se zaměřením na propojení s praktickými problémy.  Zabýval se tvorbou a zkoumáním důlního plynu a také měřením spotřeby kyslíku a tvorby oxidu uhličitého. Rozpoznal sezónní výkyvy v podílu tohoto plynu ve vzduchu a jeho účinky na rychlost růstu rostlin. Jako důlní úředník připravoval zprávy o výrobě skla, porcelánu a kameniny. 
V roce 1794 byl Humboldt přijat do slavné skupiny intelektuálů a kulturních vůdců výmarského klasicismu. Od té doby udržoval více než třicet let přátelský kontakt s J. W. Goethem. Oba vyznávali myšlenky tzv. naturfilozofie, související s romantismem a zdůrazňující živost přírody.

### Cestovatelské období (1796–1804)
V březnu 1795 Humboldt požádal pruského krále o propuštění z báňského úřadu, aby si splnil svůj mladický sen o poznávání světa a mohl se plně věnovat vědeckým výzkumům. Podnikl geologickou a botanickou cestu po Švýcarsku a Itálii. Dědictví, které získal po matčině smrti v listopadu 1796, mu umožnilo nezávislou existenci.
Roku 1798 se přestěhoval do Paříže a připravoval se na výzkumnou cestu za moře. Původním cílem byl Egypt, ale kvůli Napoleonovu tažení se jeho zájem soustředil na Jižní Ameriku. Podařilo se mu získat podporu španělského krále a 5. června 1799 vyrazil z přístavu La Coruña s fregatou Pizarro. Společníkem mu byl botanik Aimé Bonpland, s nímž se seznámil při svém pobytu v Paříži. Humboldt měl na palubě kolem 50 nejmodernějších přístrojů včetně sextantů, kvadrantů, dalekohledů, námořních chronometrů, hydrometru, srážkoměru, elektroměru, vlhkoměru, teploměru, barometru a dalších. Zastával názor, že vše by mělo být měřeno těmi nejlepšími a nejmodernějšími dostupnými přístroji a sofistikovanými technikami, protože shromážděná data jsou základem veškerého vědeckého porozumění. Tuto výpravu lze považovat za základ věd o fyzické geografii, geografii rostlin a meteorologii. Při systematických terénních průzkumech pozoroval rostlinné a živočišné druhy ve vzájemné souvislosti, vyhodnocoval získaná data, sbíral exempláře rostlin a živočichů, vedl podrobné záznamy a zápisy. Humboldtova kvantitativní metoda práce a jeho propagace dlouhodobých systematických geofyzikálních měření stála na počátku moderního geomagnetického a meteorologického monitorování. Podle svých náčrtků izoterm současně vymyslel metody srovnávání klimatických podmínek různých zemí. V roce 1817 zkonstruoval mapu izoterm a tím položil základy vědecké klimatologie. Byl jeden z prvních, kdo vyjádřil názor, že kontinenty, které omývá Atlantik, byly kdysi spojeny v jeden celek (Jižní Amerika a Afrika). 

Mapa Humboldtovy americké expedice

Dne 16. července 1799 přistála loď na pobřeží Venezuely v Cumaná, kde na ně učinil silný dojem trh s otroky. Humboldt byl tak zděšen krutým zacházením s otroky, že se stal hlasitým zastáncem abolicionismu. Humboldtovu americkou výzkumnou cestu lze rozdělit do tří fází zhruba podobného trvání: první ve Venezuele s průzkumem Orinoka, druhá z Kuby do Peru přes Kolumbii a Ekvádor a třetí byla věnována především Mexiku. V průběhu svých cest posílal do Evropy dopisy s informacemi o přírodních podmínkách, obyvatelstvu i společenských problémech. 

#### První expedice: Mezi Orinokem a Rio Negro (únor–červenec 1800)
Vedla z Caracasu k řece Apure a na jih po Rio Atabapo až k soutoku Rio Casiquaire a Rio Negro u hranic Brazílie. Řeky byly splavovány na piroze, řízené kormidelníkem a čtyřmi veslaři. Cestovatelé prokázali, že existuje spojení mezi Orinokem a Amazonkou a po proudu Orinoka se přes Ciudad Bolívar a Llanos vrátili na sever do přístavu Barcelona. Celkem projeli po vodě 2250 kilometrů. Během této cesty získal Humboldt mnoho poznatků o přírodě i o indiánském osídlení celé oblasti. Zimu strávili na Kubě. Díky vědeckému a sociálnímu výzkumu, který na této španělské kolonii prováděl, bývá Humboldt označován za „druhého objevitele Kuby“. Shromáždil statistické informace o kubánské populaci, zemědělství, zpracovatelském průmyslu a obchodu, sbíral rostlinný materiál a prováděl mineralogické průzkumy.
Humboldt byl 4. srpna 1800 v nepřítomnosti přijat za mimořádného člena Královské pruské akademie věd v Berlíně.

#### Druhá expedice: Z Cartageny do Limy (duben 1801–říjen 1802)

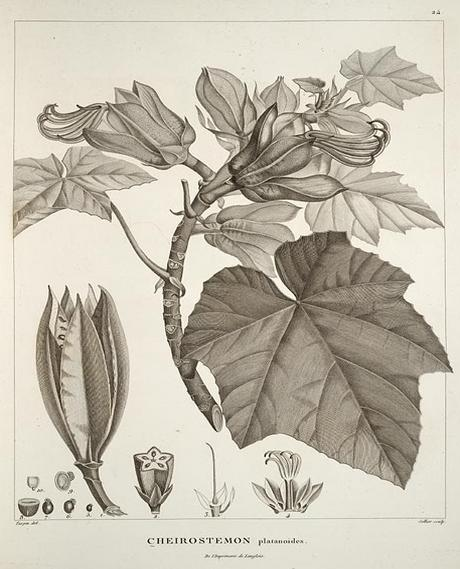
Humboldtova botanická kresba z Mexika

Cílem expedice byl průzkum pohoří And. Cesta začala v Cartageně, přes město Barranca se po toku řeky Magdalena dostali až k Andám. Z městečka Honda vystoupali na náhorní plošinu a po cestě do Bogoty prováděli vědecká pozorování přírody a pro španělského místokrále průzkumy možností těžby stříbra a zlata. V září 1801 vyrazili z Bogoty a přes Popayán se začátkem ledna 1802 dostali do hlavního města Ekvádoru Quita. Prozkoumali okolní sopky a přes nedostatečné vybavení se 3. června 1802 vyšplhali na Chimborazo (6263 metrů). Zůstali těsně pod vrcholem, ale jejich výkon byl přesto světovým výškovým rekordem pro horolezce po dobu dalších 30 let. Kvůli příznakům výškové nemoci sestoupili do Jaénu, kde prozkoumali horní tok Marañónu a po dalším výstupu do And pozůstatky nalezišť Inků v okolí Cajamarca. Jak ukázala měření, překročili magnetický rovník. Během své cesty do Jižní Ameriky si Humboldt při různých příležitostech všiml denních kolísání intenzity zvuku (Humboldtův efekt), pro které podal roku 1820 vysvětlení. Po čtyřnásobném překročení pohoří And, během něhož byly různými způsoby měřeny a zaznamenávány úrovně klimatu a vegetace v tropických vysokých horách, expedice dorazila do Limy. Pozorováním průchodu planety Merkur 9. listopadu 1802 v přístavu Callao byl Humboldt schopen přesněji určit zeměpisnou polohu Limy. To se následně stalo měřítkem pro celou jihozápadní část nového kontinentu. Tam také zkoumal vlastnosti guána, které se později dostalo do Evropy jako hnojivo. Během pobytu na západním pobřeží Jižní Ameriky Humboldt pomocí měření teploty určil mořské proudy, které dříve nesly jeho jméno (nyní Peruánský proud).

#### Třetí expedice: Mexiko (březen 1803–duben 1804)

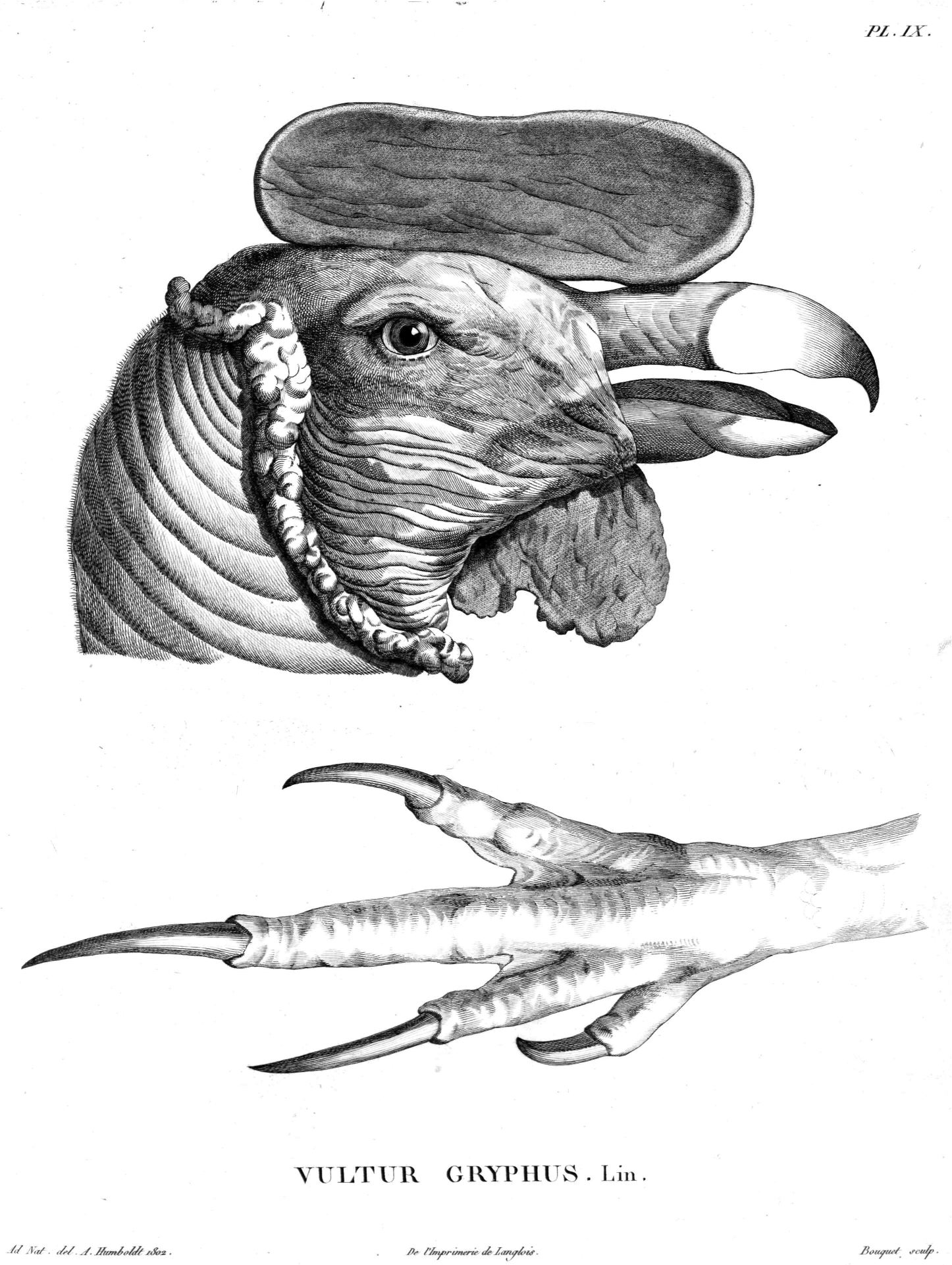
hlava kondora andského (Humboldtova kresba)

Výchozím místem expedice bylo Acapulco, odkud přes Mexico City projel až do Veracruz na pobřeží Atlantského oceánu. V hlavním městě Mexika strávil Humboldt devět měsíců, během nichž shromáždil materiál pro svou práci o místokrálovství Nové Španělsko s popisem politických, sociálních a ekonomických podmínek a také s rozsáhlými statistikami obyvatelstva, která se stalo základním kamenem moderní vědecké geografie. Obdobnou studii zpracoval také o Kubě, když během března a dubna 1804 pobýval v Havaně. Věnoval se i pozorování epidemických infekčních nemocí, zejména žluté zimnice. Navštívil stříbrný důl v Guanajuato a na základě analýzy těžební statistiky jeho produkce vypracoval zprávu o těžbě stříbra v této oblasti. Cenné jsou i jeho průkopnické poznatky v dalších oborech včetně etnografie a popisu památek předkolumbovské Ameriky. 
Americká expedice byla zakončena návštěvou USA, kde se Humboldt díky své intenzivní cestovní korespondenci již těšil nejvyššímu uznání jako badatel a vědec. Byl přijat v Americké filozofické společnosti a mimo jiné strávil tři týdny jako host prezidenta Thomase Jeffersona ve Washingtonu, DC a Filadelfii.
3. srpna 1804 vstoupili Humboldt a Bonpland znovu na evropskou půdu v Bordeaux, kde se jim dostalo triumfálního přijetí. Zpracování a publikace encyklopedického množství vědeckého, politického a archeologického materiálu, který shromáždil během svých expedic, byla nyní Humboldtovou nejnaléhavější touhou. Výsledky expedice přispěly ke vzniku fyzické geografie, fytogeografie a meteorologie. Skutečnost, že soukromý občan podnikl takovou výzkumnou cestu zcela za použití vlastních zdrojů, byla bezprecedentní. Humboldtovo jmění se snížilo o třetinu a mělo být zcela vyčerpáno v následujících třech desetiletích, během nichž napsal a otiskl své cestovatelské dílo ve 30 svazcích Cesta do rovníkových oblastí Nového kontinentu – největší soukromé cestovatelské dílo, jaké kdy vyšlo. V této knize Humboldt popsal více než 3600 druhů rostlin. Popsal, kde se nachází magnetický rovník a podařilo se mu astronomicky zaměřit 2800 míst. Humboldt sám dohlížel na přesné zachycení map, kreseb, mědirytin, úroveň tisku. Pracoval až dvanáct hodin denně, každý rok dokončil jeden svazek. Kromě toho napsal řadu dalších vědeckých studií a tisíce dopisů. Muzeím v Berlíně a Paříži věnoval velkou část rostlinných sbírek, které během expedice vytvořil s Bonplandem. Jednou z jeho nejčtenějších publikací vyplývajících z jeho cest a výzkumů ve španělské Americe byla Essai politique sur le royaum de la Nouvelle Espagne (Politická esej o království Nového Španělska) a kniha Pohledy na přírodu (Ansichten der Natur), vydaná roku 1808. Jeho knihy, v nichž vedle množství faktografických údajů a popisů našel místo i pro historii, politiku, poezii či umění, ovlivnily desítky následovníků. On sám si přál, aby četba jeho knih působila čtenáři aspoň částečně takovou rozkoš, jako když „vnímavá mysl bezprostředně hledí na přírodu“.

### Život u dvora pruského krále (1805–1859)

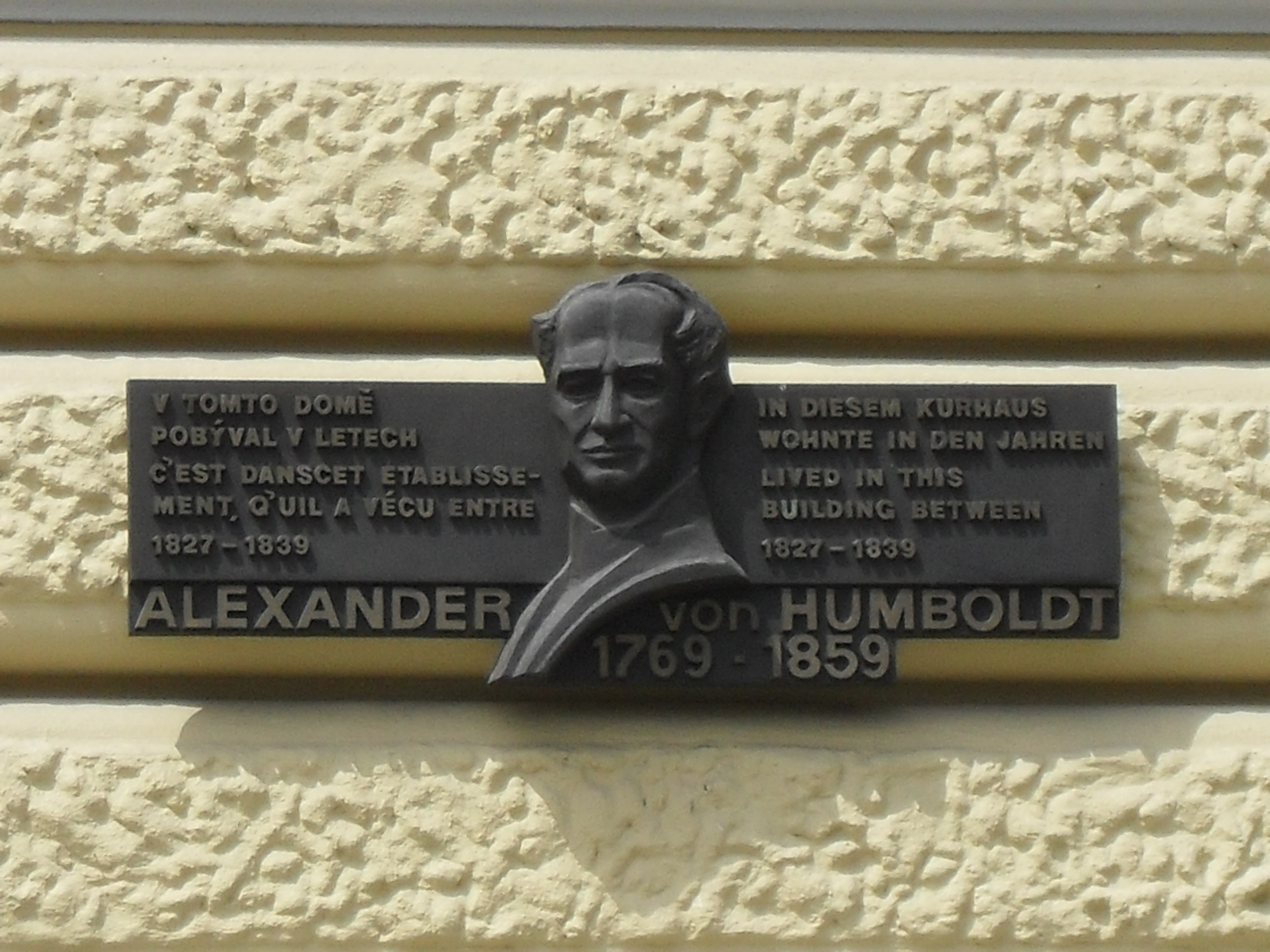
Památeční plaketa na lázeňském domě Beethoven v Teplicích.

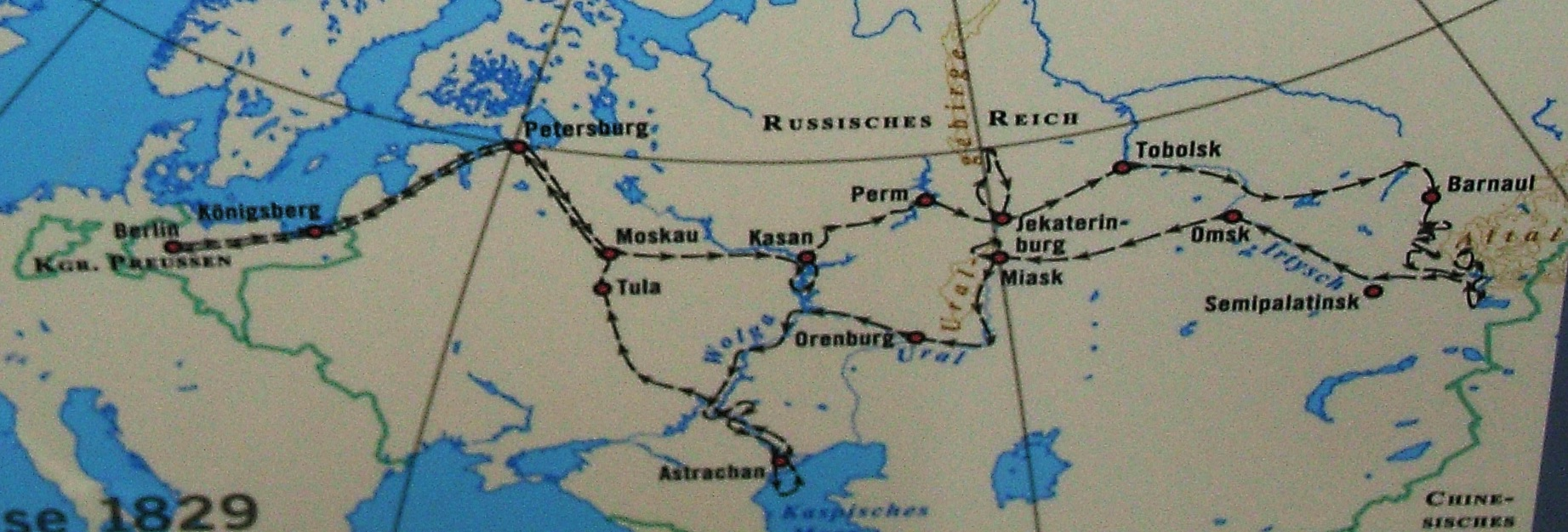
Mapa Humboldtovy expedice do Ruska

Zpočátku se usadil v Paříži, kde se mu dostalo velkolepého přijetí od společenství vědců, mezi nimiž našel opravdové přátele, jako byl chemik a fyzik Gay-Lussac. V roce 1805 spolu podnikli několikaměsíční cestu do Itálie, kde studovali sopečnou činnost. Na podzim se Humboldt na vyzvání pruské královské rodiny vydal do Berlína. Král Fridrich Wilém III. mu projevoval trvalou přízeň. Byl jmenován královským komorníkem s důchodem 2500 tolarů a stal se řádným členem Berlínské akademie věd. Často dělal králi doprovod u jeho státnických jednání a při zahraničních cestách, několikrát navštívili i české země. Rád jezdíval do lázní v Teplicích a Karlových Varech, pohled z nejvyšší hory Českého středohoří Milešovky prohlásil za jeden z nejkrásnějších na světě. V Prusku však postrádal občanskou svobodu a proto uvítal, když dostal svolení zůstat v Paříži po ukončení diplomatické mise v roce 1807. Zařadil se do kruhu francouzských vědců jako jeden ze zakládajících členů učené společnosti, která se po několik let pravidelně scházela ve vesnici Arcueil. Má zásluhu na tom, že v roce 1820 byla na berlínské univerzitě založena první geografická katedra na světě.
V roce 1827 ho pruský král povolal zpět do Berlína. Humboldt dlouho považoval Paříž za svůj pravý domov, když dostal od svého panovníka výzvu, aby se připojil k jeho dvoru v Berlíně, uposlechl neochotně. Cestou se zastavil v Londýně, kde se při příležitosti výstavby prvního tunelu pod Temží spustil v potápěčském zvonu do hloubky 11 metrů. V Berlíně začal pořádat veřejné přednášky, které se staly základem jeho poslední velké publikace Kosmos (1845–62). Byl organizátorem a prezidentem přírodovědeckého kongresu v Berlíně v roce 1828. V roce 1829 ho pruský král jmenoval tajným radou s titulem Excelence.
V roce 1829 absolvoval cestu do Ruska. Výpravu z Petrohradu přes Omsk až k čínských hranicím financovala carská vláda a jejím výsledkem byla zpráva o nerostném bohatství Uralu a Sibiře. Během téměř šesti měsíců průzkumníci urazili téměř 15 000 kilometrů. Humboldt publikoval dvě práce o ruské expedici, první Fragments de géologie et de climatologie asiatiques v roce 1831 a v roce 1843 dokončil třídílnou Asie Centrale, kterou věnoval caru Mikuláši I.

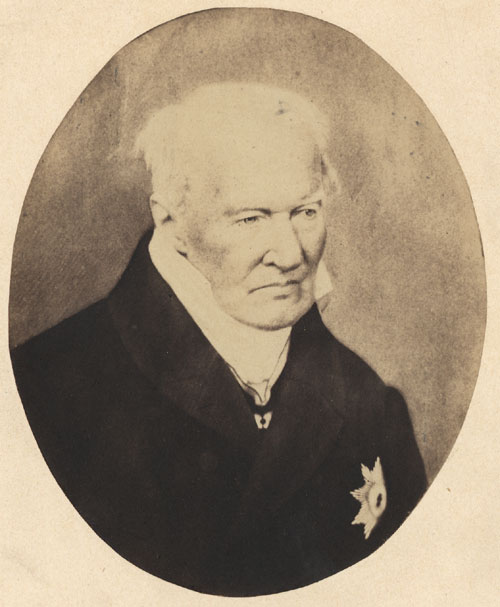
Alexander von Humboldt na fotografii z roku 1857

Po návratu do Berlína se Humboldt stal jedním z prominentních úředníků pruského dvora. V letech 1830–1848 byl vyslán na několik diplomatických misí do Paříže. Pravidelně přednášel dvorské společnosti a jeho společnost vyhledával především korunní princ. Po nástupu Bedřicha Viléma IV. na trůn v roce 1840 se Humboldtova přízeň u dvora ještě zvýšila. Současně pokračoval ve své vědecké a publikační činnosti, své renomé využíval pro podporu mladých vědců z jiných zemí. Alexander von Humboldt po celý svůj život hojně publikoval. Mnoho děl bylo původně publikováno ve francouzštině nebo němčině, poté přeloženo do jiných jazyků.  Psal specializované práce mimo jiné na konkrétní témata botaniky, zoologie, astronomie, mineralogie, ale psal i obecná díla, která přitahovala širokou čtenářskou obec. Popularizace vědeckého poznání byla jedním z cílů, které Humboldt ve svých spisech sledoval. Od roku 1845 pracoval na komplexním přehledu vědeckého světového bádání, který postupně vyšel v pěti svazcích pod názvem Kosmos (Cosmos). Poslední díl byl vydán až po Humboldtově smrti, v roce 1862. Dílo se do historie zapsalo jako bestseller s celkovým tehdejším nákladem 87 000 výtisků, vyšlo také v Anglii a USA. Kvůli poměrně náročné textové úpravě je četli hlavně studenti, vědci, umělci i politici. Náklady na vydávání knih vyčerpaly Humboldtovo dědictví, na jejich pokrytí si bral půjčky u bank. Byl závislý na penzi od krále, ale jeho příjmy nestačily na splácení půjček. Nebyl schopen platit mzdu svého domácího sluhy Johanna Seiferta, který ho provázel téměř třicet let. Humboldt, který se nikdy neoženil a neměl rodinu, ho nakonec jmenoval svým dědicem. V roce 1857 utrpěl záchvat mrtvice, který však neměl vážnější následky.
Alexander von Humboldt zemřel 6. května 1859 ve svém bytě v Berlíně. O čtyři dny později se konal velkolepý pohřeb a 11. května byla rakev převezena na zámek Tegel, kde byla uložena do rodinné hrobky.
Rozsáhlá Humboldtova knihovna byla prodána do Londýna, kde však byla značná část později zničena při požáru. Humboldtův vědecký odkaz, včetně jeho cestovních deníků se z velké části dostal do Berlínské akademie věd a do Berlínské státní knihovny. V důsledku válečných přesunů je nyní část tohoto majetku v Jagellonské knihovně v Krakově.

## Uznání

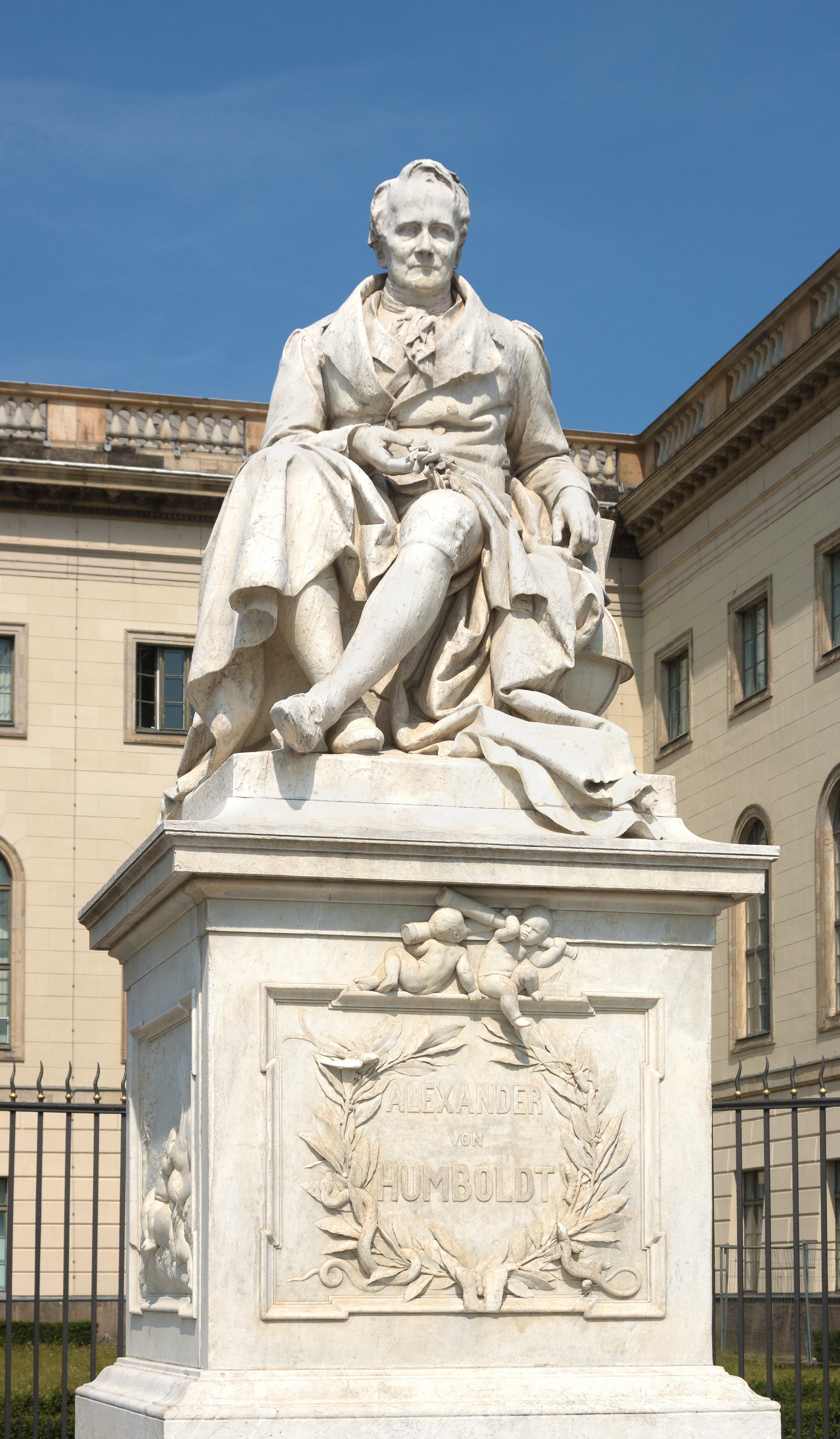
pomník Alexandra von Humboldta před univerzitou v Berlíně

Alexander von Humboldt byl již za svého života byl váženou osobností. Byl členem četných domácích i zahraničních akademií, včetně Akademie neziskových věd v Erfurtu (1791), Leopoldinsko-karolínské akademie přírodovědců, Pruské akademie věd (1800), Bavorské akademie věd (1808), Královské společnosti v Edinburghu,  Akademie umění (Berlín, 1829), Ruské akademie věd (1829), Académie des sciences (1804), Americké akademie umění a věd (1822), Americké filozofické společnosti (1804) a Société cuvierienne (1838). Čestný doktorát mu udělily univerzity ve Frankfurtu nad Odrou (1805), Dorpatu (1827), Bonnu (1828), Tübingenu (1845), Praze (1848) a St. Andrews (1853). 

### Vyznamenání
- 1842: Pour le Mérite
- 1844: Řád červené orlice
- 1847: Řád červené orlice nejvyššího stupně
- 1850: Rytířský velkokříž Řádu svatých Mořice a Lazara
- 1852: Copleyova medaile
- 1853: Bavorský Maxmiliánův řád pro vědu a umění
- 1863: Rytířský velkokříž mexického císařského Řádu Guadalupe

### Posmrtné uznání
- Nadace Alexandra von Humboldta[6] byla založena v Berlíně roku 1860 na podporu mezinárodní vědecké spolupráce v oblasti výzkumu. Umožňuje vysoce kvalifikovaným zahraničním vědcům dlouhodobé výzkumné pobyty v Německu. Uděluje i badatelské ceny mezinárodně uznávaným zahraničním vědcům.
- Humboldtova univerzita v Berlíně byla založena na popud Wilhelma von Humboldta v roce 1809 a nesla jméno Univerzita Fridricha Viléma (Friedrich-Wilhelms-Universität). V roce 1949 byla přejmenována na Humboldtovu univerzitu na počest obou bratrů.
- Jméno Alexandra von Humboldta nese studený proud v Tichém oceánu (Humboldtův proud), Humboldtův ledovec v Grónsku, Humboldtova věž na Tenerife a v Českém středohoří, města v USA a Kanadě, řeky, hory, výšiny, lesy, parky a přírodní chráněné oblasti USA, národní park Alejandro de Humboldt na Kubě.
- Jsou po něm pojmenovány druhy a poddruhy zvířat a rostlin, např. tučňák Humboldtův (Spheniscus humboldti), delfínovec amazonský (Inia geoffrensis humboldtiana), netopýr Histiotus humboldti, lilie Lilium humboldtii, kotul Saimiri sciureus cassiquiarensis (anglicky Humboldt's Squirrel Monkey), mamilárie Mammillaria humboldtii, jihoamerický dub Quercus humboldtii, vstavačovitá rostlina Myrmecophila humboldtii, růže Alexander von Humboldt.
- Na jeho počest byl pojmenován asteroid 54 Alexandra, kráter na Měsíci, měsíční moře Mare Humboldtianum.
- cvičná plachetnice Alexander von Humboldt kotvící v Brémách[2]